# Dadianzi
Dadianzi (kinesiska: 大甸子, 大甸子乡) är en socken i Kina. Den ligger i den autonoma regionen Inre Mongoliet, i den norra delen av landet, omkring 760 kilometer öster om regionhuvudstaden Hohhot.
Genomsnittlig årsnederbörd är 691 millimeter. Den regnigaste månaden är juli, med i genomsnitt 161 mm nederbörd, och den torraste är januari, med 2 mm nederbörd.